# База Канадских вооружённых сил
Ба́за Кана́дских вооружённых сил (англ. Canadian Forces Base, CFB, фр. Base des forces canadiennes, BFC) — военный объект Канадских вооружённых сил. Чтобы здания могли считаться базой Канадских вооружённых сил, в них должно размещаться не менее одного крупного подразделения (например, армейский полк, военный корабль, авиакрыло).
Небольшие базы по-английски называются station. В небольшой базе Канадских вооружённых сил может размещаться одно небольшое подразделение (например, радиолокационная станция раннего оповещения). Многие из мелких баз в административных целях были переведены в резерв и являются отделениями ближайших более крупных баз Канадских вооружённых сил.

## Действующие

### Армия
- БКВС Валькартье (Квебек)
- БКВС Гейджтаун (Нью-Брансуик)
- БКВС Кингстон (Онтарио)
- БКВС Монреаль (Квебек)
- БКВС Петавава (Онтарио)
- БКВС Саффилд (Альберта)
- БКВС Уэйнрайт (Альберта)
- БКВС Шайло (Манитоба)
- БКВС Эдмонтон (Альберта)

### Военно-морской флот
Основным подразделением военно-морских сил являются отдельные корабли Морского командования.
- БКВС Галифакс (Новая Шотландия)
- БКВС Сент-Джонс (Ньюфаундленд)[1]
- БКВС Эскуаймолт (Британская Колумбия)

### Военно-воздушные силы
Основным подразделением баз Канадских вооружённых сил является авиакрыло.
- БКВС Баговиль (3 авиакрыла, Квебек)
- БКВС Борден (16 авиакрыльев, Онтарио)
- БКВС Виннипег (17 авиакрыльев, Манитоба)
- БКВС Гандер (9 авиакрыльев, Ньюфаундленд)
- БКВС Гринвуд (14 авиакрыльев, Новая Шотландия)
- БКВС Гус-Бей (5 авиакрыльев, Лабрадор)
- БКВС Кингстон (1 авиакрыло, Онтарио)
- БКВС Колд-Лейк (4 авиакрыла, Альберта)
- БКВС Комокс (19 авиакрыльев, Британская Колумбия)
- БКВС Мус-Джо (15 авиакрыльев, Саскачеван)
- БКВС Норт-Бей (22 авиакрыла, Онтарио)
- БКВС Трентон (8 авиакрыльев, Онтарио)
- БКВС Маунтин-Вью (Онтарио, отделение базы Трентон)
- БКВС Шируотер (12 авиакрыльев, Новая Шотландия)

Воздушное командование и Северный округ КВС также содержат сеть оперативных баз по всей Северной Канаде, что позволяет поддерживать боевые операции. Часть эскадрилий CF-18 периодически размещается на этих базах для кратких тренировок или участия в патрулировании суверенитета в Арктике.

### Все услуги
- Штаб министерства национальной безопасности (Оттава, Онтарио)
- БКВС Алерт (Нунавут)
- БКВС Борден (Онтарио)
- БКВС Лейтрим (Онтарио)
- LFCATC Мифорд (Онтарио)
- Основной образовательный центр Коннот-Рейндж (CRPTC), Оттава, Онтарио)
- Штаб CFNA Уайтхорс (Юкон)
- LFAATC Алдершот (Новая Шотландия)
- Штаб CFNA Йеллоунайф (Северо-Западные территории)